# Binko
Binko è un comune rurale del Mali facente parte del circondario di Dioïla, nella regione di Koulikoro.